# Salem Ibrahim Al Rewani
Salem Ibrahim Al Rewani (ar. سالم الرواني, ur. 28 lutego 1977 w Leptis Magna) – libijski piłkarz grający na pozycji napastnika.

## Kariera klubowa
Karierę piłkarską Rewani rozpoczął w klubie Al-Harate Al-Chums. W 1997 roku zadebiutował w jego barwach w pierwszej lidze libijskiej. W 2000 roku odszedł z Al-Harate do Al-Madina Trypolis. W 2001 roku odniósł z tym klubem swoje pierwsze sukcesy, gdy wywalczył mistrzostwo i Superpuchar Libii.
W 2004 roku Rewani przeszedł do innego stołecznego zespołu, Al-Ittihad Trypolis. W 2005 roku został z nim mistrzem kraju, a tytuł mistrzowski wywalczył także w latach 2006, 2007, 2008 i 2009. Wraz z Al-Ittihad trzykrotnie zdobył Puchar Libii w latach 2005, 2007 i 2009 oraz pięciokrotnie superpuchar w latach 2005-2009.
W 2009 roku Rewani został zawodnikiem Al-Nasr Bengazi. W 2010 przeszedł do Al-Madina SC.

## Kariera reprezentacyjna
W reprezentacji Libii Rewani zadebiutował w 2004 roku. W 2006 roku w Pucharze Narodów Afryki 2006 rozegrał 2 spotkania: z Egiptem (0:3) i z Wybrzeżem Kości Słoniowej (1:2).